# استر وی تکستوریس
استر وی تکستوریس (انگلیسی: Ester Textorius; زاده ۲۲ اوت ۱۸۸۳ – درگذشته ۱۳ فوریهٔ ۱۹۷۲) هنرپیشه، و خواننده اپرا اهل سوئد بود.